# 하쓰카이치시
하쓰카이치시(일본어: 廿日市市)는 일본 히로시마현 서부에 있는 시이다.
사에키군(佐伯郡)에 소속했던 하쓰카이치정(廿日市町)이 히로시마시의 위성 도시로 인구가 급증하자 1988년 4월 1일 시로 승격했다. 2003년 3월 1일에는 인접하는 사에키군 사에키정(佐伯町)과 요시와촌(吉和村)을 편입하여 면적이 약 8배로 늘어났다. 특히 요시와촌은 2000년 당시 인구가 853명인 과소 지역이었으며, 재정적인 어려움과 과소 대책을 위해 하쓰카이치시로의 편입을 선택했다.
이어서 2005년 11월 3일에는 사에키군의 미야지마정(宮島町)과 오노정(大野町)을 편입하여 인구가 10만 명을 넘었다. 미야지마정을 편입함으로써 일본 삼경(日本三景) 중 하나인 "아키노 미야지마"(安芸の宮島)와 유네스코 세계유산으로 지정된 이쓰쿠시마 신사(厳島神社)를 행정 구역으로 포함하게 되었는데 미야지마정 역시 인구 과소와 재정적인 어려움에 직면해 주민투표를 통해 히쓰카이치시로 편입하기로 결정하였다.

## 지리
히로시마현 서부에 위치하며, 북쪽은 니시추고쿠 산지의 산등성이로 시마네현·야마구치현 모두와 경계를 접하며 남쪽은 세토 내해(히로시마만)의 해안선이 이어진다. 연안부는 도시화가 진행되는 한편 내륙 농촌 지대는 인구 감소가 현저하다.

### 인접한 자치체
- 히로시마현
  - 히로시마시(사에키구)
  - 오타케시
  - 야마가타군 아키오타정

- 야마구치현
  - 이와쿠니시

- 시마네현
  - 마스다시

## 역사

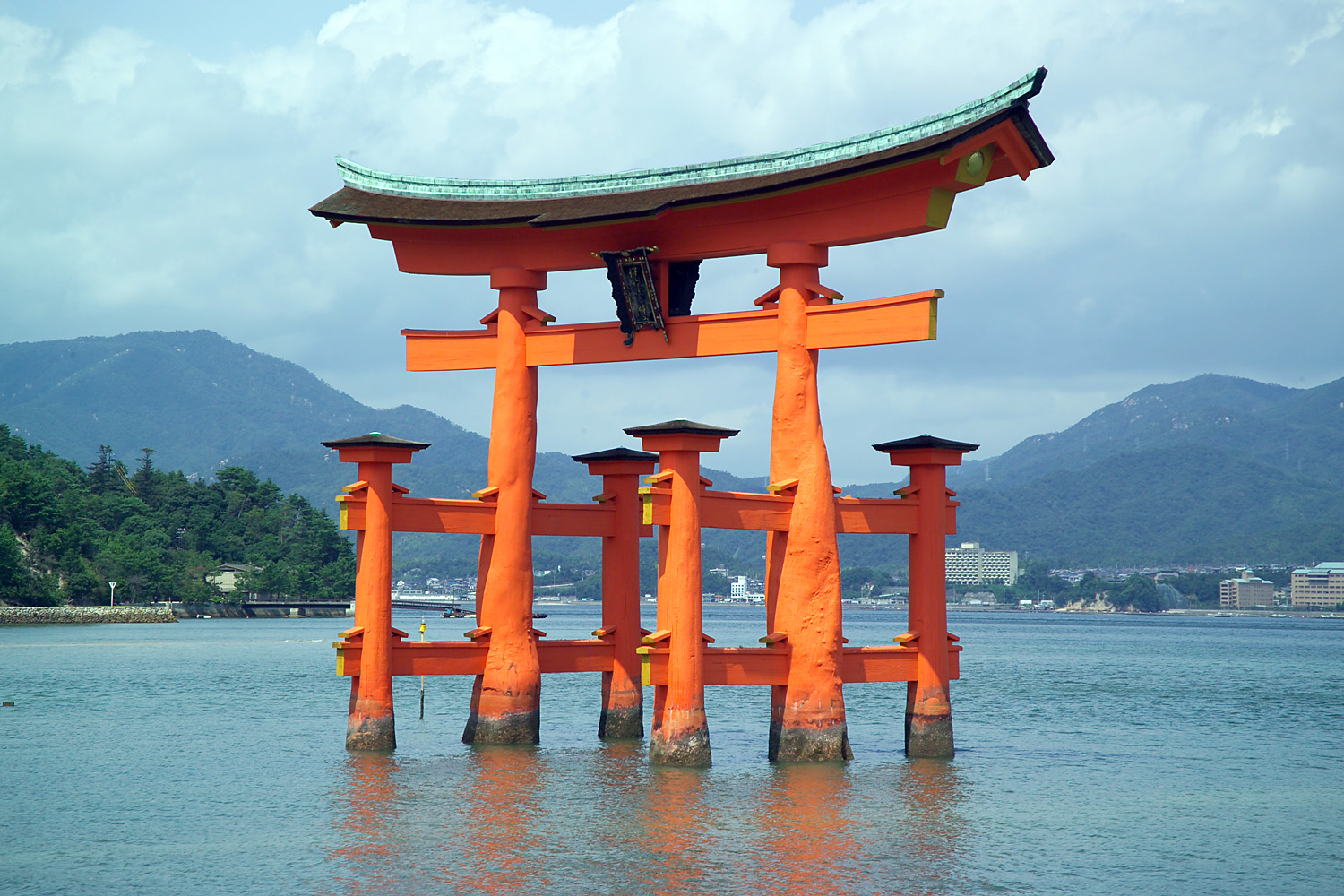
이쓰쿠시마 신사의 도리이

- 1889년 4월 1일 - 정촌제 시행으로 사에키군 하쓰카이치정이 성립하였다.
- 1956년 9월 30일 - 하쓰카이치정·히라라촌·하라촌·미야우치촌·지고젠촌이 합병해 새로운 하쓰카이치정이 성립하였다.
  - 고도 경제성장기 이후 히로시마시와 인접하는 이쓰카이치정과 서쪽으로 이웃하는 하쓰카이치정은 히로시마시의 주택 지역으로 함께 급속히 발전을 이루었다. 이쓰카이치정은 히로시마시와의 합병을 선택하고 1985년 3월에 구 정역 전역을 구역으로 하는 "히로시마시 사에키구"가 성립했다. 당초에는 하쓰카이치정도 사에키구에 편입한다는 안이 있었지만 하쓰카이치정은 단독 시 승격을 택해 무산되었다.
- 1988년 4월 1일 - 하쓰카이치정이 시로 승격해 하쓰카이치시가 성립하였다.
- 2003년 3월 1일 - 사에키정·요시와촌을 편입하였다.
- 2005년 11월 3일 - 오노정·미야지마정을 편입하였다.

## 교통

### 철도
- 서일본 여객철도 산요 본선
- 히로시마 전철 미야지마선
- 히로시마 관광 개발 미야지마 로프웨이

### 도로
- 주고쿠 자동차도
- 산요 자동차도
- 국도 2호선
- 국도 186호선
- 국도 제433호선 (일본)(일본어판)
- 국도 제434호선 (일본)(일본어판)
- 국도 제488호선 (일본)(일본어판)

## 인구
| 연도                              | 인구    | ±%     |
| --------------------------------- | ------- | ------ |
| 1950                              | 48,201  | —      |
| 1960                              | 49,417  | +2.5%  |
| 1970                              | 57,218  | +15.8% |
| 1980                              | 76,592  | +33.9% |
| 1990                              | 101,630 | +32.7% |
| 2000                              | 114,981 | +13.1% |
| 2010                              | 114,062 | −0.8%  |
| Hatsukaichi population statistics |         |        |

## 기후
| 하쓰카이치시의 기후                                          | 하쓰카이치시의 기후 | 하쓰카이치시의 기후 | 하쓰카이치시의 기후 | 하쓰카이치시의 기후 | 하쓰카이치시의 기후 | 하쓰카이치시의 기후 | 하쓰카이치시의 기후 | 하쓰카이치시의 기후 | 하쓰카이치시의 기후 | 하쓰카이치시의 기후 | 하쓰카이치시의 기후 | 하쓰카이치시의 기후 | 하쓰카이치시의 기후 |
| 월                                                           | 1월                 | 2월                 | 3월                 | 4월                 | 5월                 | 6월                 | 7월                 | 8월                 | 9월                 | 10월                | 11월                | 12월                | 연간                |
| ------------------------------------------------------------ | ------------------- | ------------------- | ------------------- | ------------------- | ------------------- | ------------------- | ------------------- | ------------------- | ------------------- | ------------------- | ------------------- | ------------------- | ------------------- |
| 역대 최고 기온 °C (°F)                                       | 17.2 (63.0)         | 19.8 (67.6)         | 22.8 (73.0)         | 29.1 (84.4)         | 31.5 (88.7)         | 33.0 (91.4)         | 37.4 (99.3)         | 36.7 (98.1)         | 35.4 (95.7)         | 29.4 (84.9)         | 23.9 (75.0)         | 19.5 (67.1)         | 37.4 (99.3)         |
| 일평균 최고 기온 °C (°F)                                     | 6.7 (44.1)          | 8.1 (46.6)          | 12.2 (54.0)         | 18.1 (64.6)         | 23.1 (73.6)         | 25.8 (78.4)         | 29.3 (84.7)         | 30.7 (87.3)         | 26.9 (80.4)         | 21.3 (70.3)         | 15.3 (59.5)         | 9.2 (48.6)          | 18.9 (66.0)         |
| 일일 평균 기온 °C (°F)                                       | 1.5 (34.7)          | 2.4 (36.3)          | 5.9 (42.6)          | 11.4 (52.5)         | 16.5 (61.7)         | 20.3 (68.5)         | 24.2 (75.6)         | 25.0 (77.0)         | 21.0 (69.8)         | 14.8 (58.6)         | 8.8 (47.8)          | 3.5 (38.3)          | 12.9 (55.3)         |
| 일평균 최저 기온 °C (°F)                                     | −2.9 (26.8)         | −2.6 (27.3)         | −0.1 (31.8)         | 4.6 (40.3)          | 9.9 (49.8)          | 15.4 (59.7)         | 20.1 (68.2)         | 20.6 (69.1)         | 16.2 (61.2)         | 9.2 (48.6)          | 3.2 (37.8)          | −1.2 (29.8)         | 7.7 (45.9)          |
| 역대 최저 기온 °C (°F)                                       | −11.7 (10.9)        | −13.7 (7.3)         | −8.4 (16.9)         | −4.8 (23.4)         | −0.7 (30.7)         | 5.8 (42.4)          | 10.5 (50.9)         | 12.5 (54.5)         | 3.3 (37.9)          | −2.2 (28.0)         | −4.6 (23.7)         | −10.6 (12.9)        | −13.7 (7.3)         |
| 평균 강수량 mm (인치)                                        | 64.5 (2.54)         | 80.4 (3.17)         | 144.6 (5.69)        | 180.0 (7.09)        | 212.1 (8.35)        | 270.0 (10.63)       | 343.0 (13.50)       | 189.8 (7.47)        | 210.9 (8.30)        | 116.7 (4.59)        | 82.0 (3.23)         | 69.8 (2.75)         | 1,963.8 (77.31)     |
| 평균 강우일수                                                | 8.6                 | 9.6                 | 11.0                | 10.0                | 9.4                 | 12.6                | 12.3                | 10.0                | 10.0                | 7.2                 | 7.7                 | 8.9                 | 117.3               |
| 평균 월간 일조시간                                           | 116.9               | 127.6               | 165.0               | 189.2               | 210.0               | 143.3               | 149.8               | 183.3               | 151.9               | 167.6               | 142.2               | 124.5               | 1,871.3             |
| 출처: 일본 기상청 (평년값: 1991년~2020년, 극값: 1978년~현재) |                     |                     |                     |                     |                     |                     |                     |                     |                     |                     |                     |                     |                     |